# Ahlmannryggen
De Ahlmannryggen is een brede, voornamelijk met ijs bedekte bergkam in Koningin Maudland in Antarctica, verspreid bedekt met lage bergtoppen. Het 110 kilometer lange gebergte ligt tussen de Schyttgletsjer en de Jutulstraumengletsjer en strekt zich uit van het Borgmassief noordwaarts tot het Fimbul-ijsplateau.
Het gebergte werd voor het eerst gefotografeerd vanuit vliegtuigen tijdens de Derde Duitse Antarctische expeditie (1938-1939). De bergtoppen werden vrij onnauwkeurig weergegeven en enkele nunataks zoals de Wittepieken en de Stein-nunataks lijken samen te vallen met het noordoostelijke deel van de Ahlmannryggen. Het gebergte werd gedetailleerd in kaart gebracht aan de hand van opmetingen en luchtfoto's van de Noors-Brits-Zweedse Antarctische expeditie (NBSAE) (1949-1952) en luchtfoto's van de Noorse expeditie (1958-59). Het gebergte werd genoemd naar Hans Wilhelmsson Ahlmann (1889–1974), voorzitter van de Zweedse commissie  van de NBSAE.